# Ron Judkins
Ron Judkins (Little Rock, 1953) é um sonoplasta estadunidense. Venceu o Oscar de melhor mixagem de som na edição de 1994 por Jurassic Park, com Gary Summers, Gary Rydstrom e Shawn Murphy na edição de 1999 por Saving Private Ryan, ao lado de Gary Rydstrom, Gary Summers e Andy Nelson.